# Musée archéologique de Kos
Le musée archéologique de Kos (en grec moderne : Αρχαιολογικό Μουσείο Κω) est un musée situé à Kos, sur l'île du même nom, dans l'archipel du Dodécanèse en Grèce.

## Histoire du musée
En 1933, pendant la période de l'occupation italienne de l'île, un séisme (en) a causé d'importants dégâts, mais a également été une opportunité pour réaliser un vaste programme de fouilles archéologiques et pour construire de nouveaux bâtiments publics. C'est ainsi que le bâtiment du musée a été conçu en 1934, et construit en 1936, à un endroit où se trouvent également des vestiges d'un mur hellénistique visible au sous-sol. Après un récent projet de réhabilitation et de réexposition au cours duquel le musée resta fermé pendant plusieurs années, il a rouvert en 2016, mais un autre tremblement de terre en 2017 a nécessité de nouveaux travaux de rénovation.

## Les collections
Ce musée contient une collection d'objets provenant de fouilles sur l'île, ainsi que d'anciens bâtiments publics. Parmi les sculptures et mosaïques qu'il abrite, se distingue une tête d'Héra du IIe siècle av. J.-C., une stèle funéraire avec des lions, une autre stèle funéraire où est représentée une scène de symposium, une statue d'athlète du IIIe siècle av. J.-C., une tête d'Alexandre, un torse masculin, une grande statue qui pourrait représenter Hippocrate, les statues de Déméter, Perséphone et Athéna de l'époque hellénistique provenant d'un sanctuaire, plusieurs statues de divinités de l'époque romaine, une mosaïque avec la représentation de l'arrivée d'Asclépios sur l'île.
Il existe également des pièces de céramique qui couvrent des périodes comprises entre le néolithique et l'époque romaine, notamment des pièces minoennes, mycéniennes et d'autres pièces fabriquées localement sur le site de l'âge du bronze. D'autres découvertes archéologiques présentes dans le musée sont des objets de la vie quotidienne — ustensiles de cuisine, ustensiles de nettoyage, vêtements, décoration, jouets — et d'autres illustrent les coutumes funéraires.

## Aperçu des collections

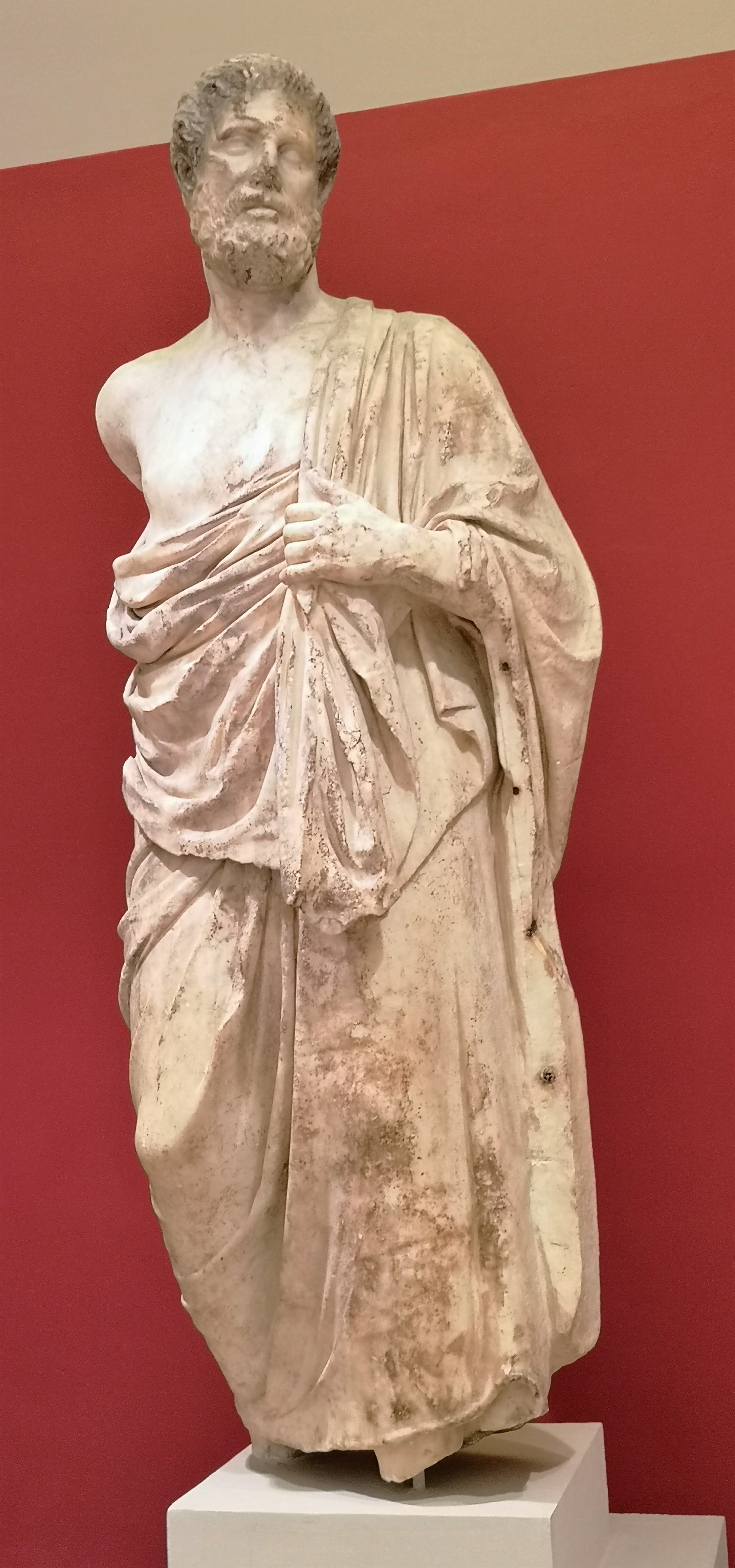
Statue de l'Odéon romain de Kos nommée Hippocrate (fin 4ème s.av.JC)
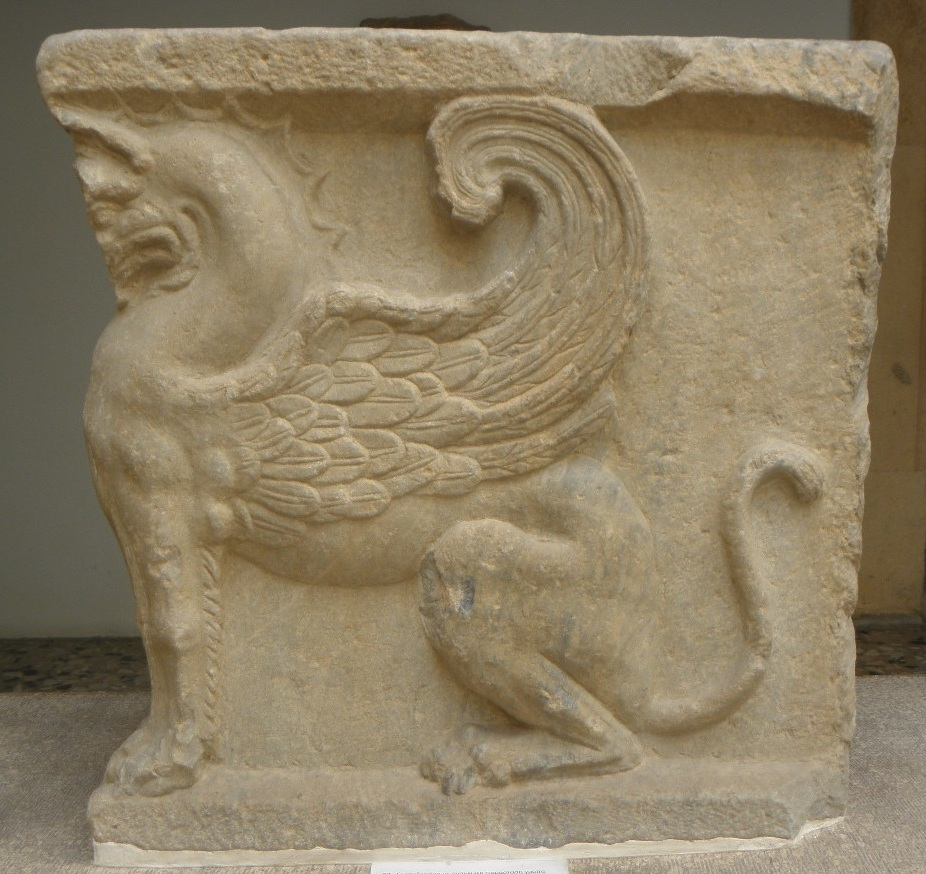
Un griffon.
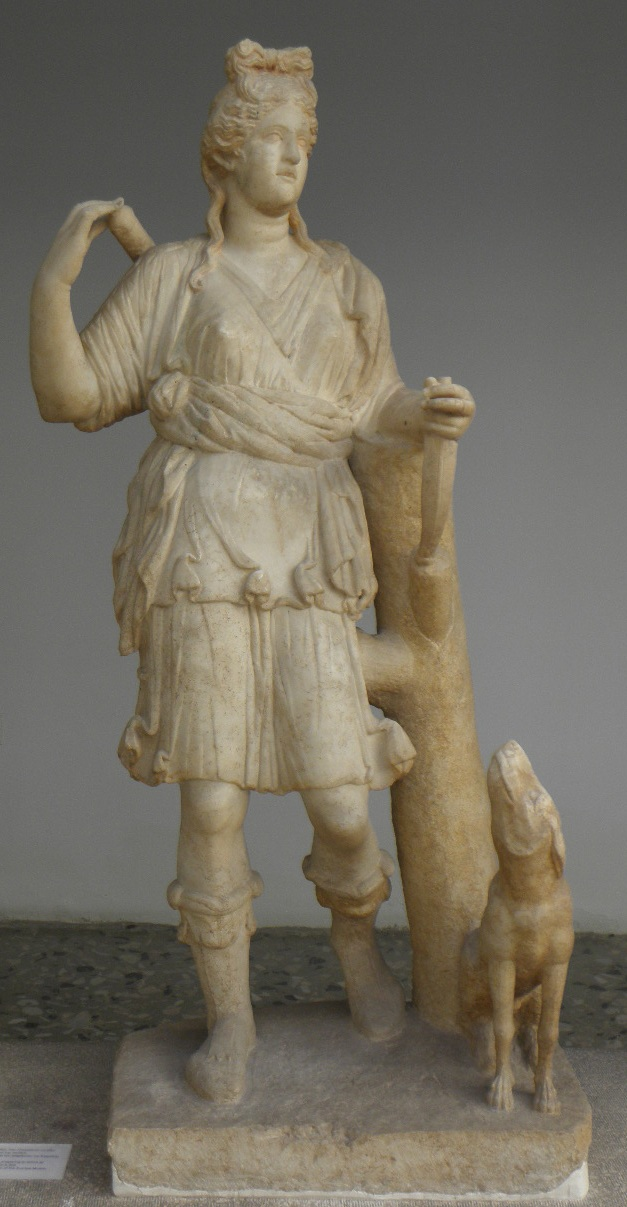
Statue d'Artémis
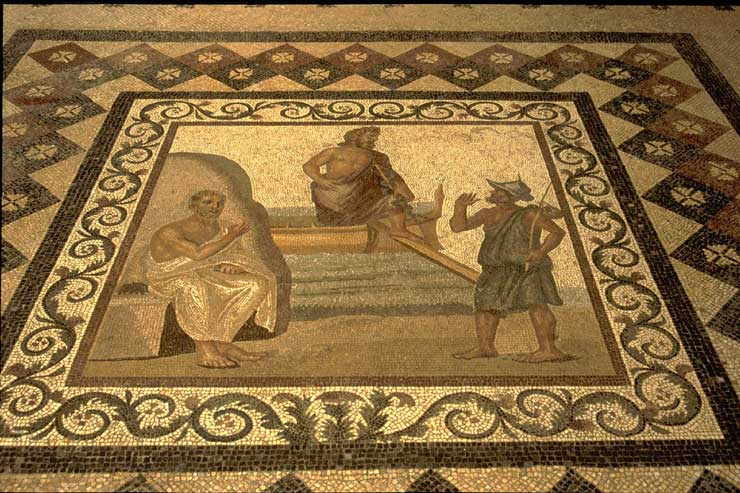
Mosaïque romaine représentant l'arrivée sur l'île d'Asclépios, reçu par Hippocrate et un citoyen.
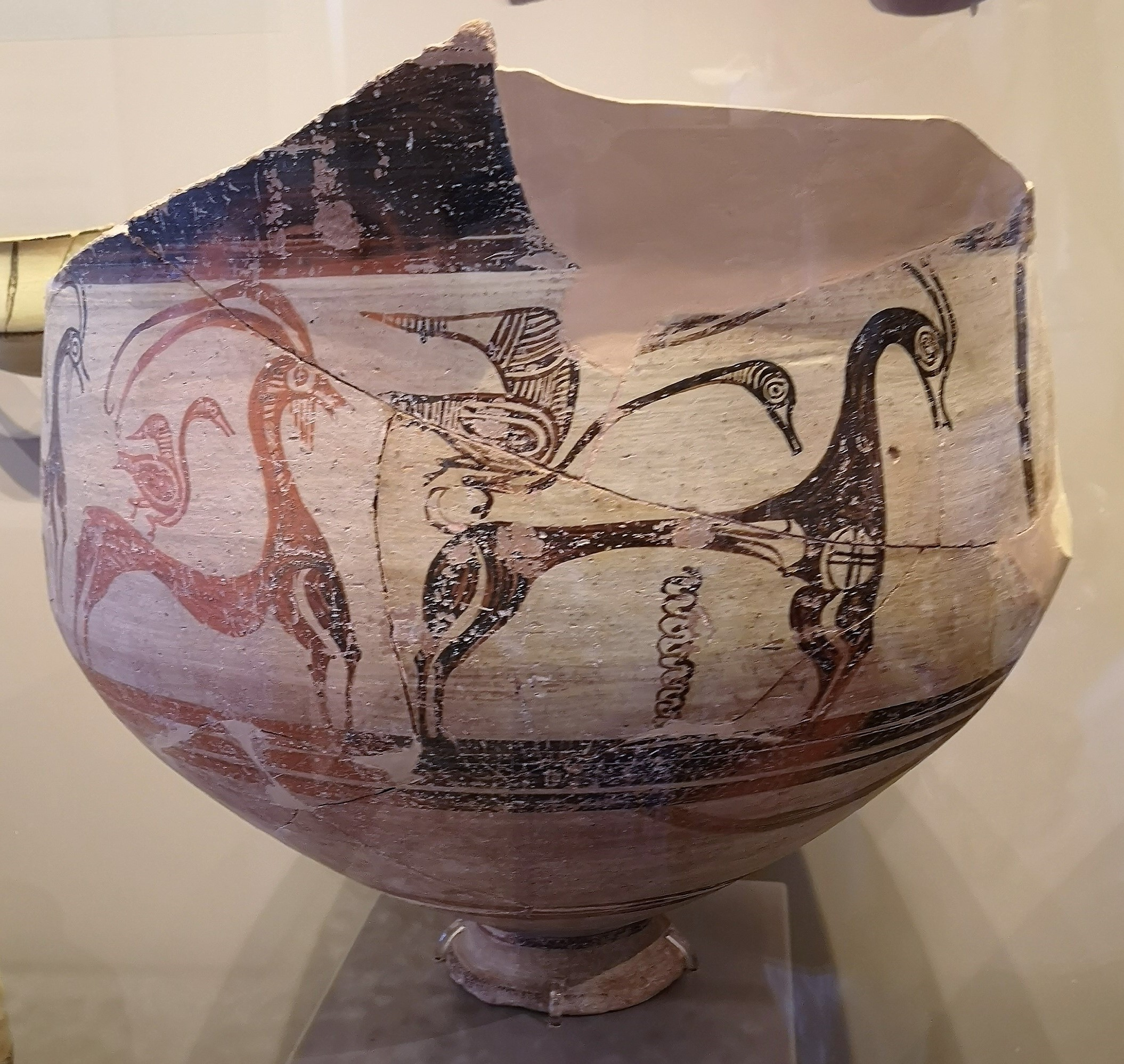
Cratère du milieu du Helladique tardif avec chèvres et oiseaux (1365-1180 av.JC).